# Hans von Mangoldt (Mathematiker)

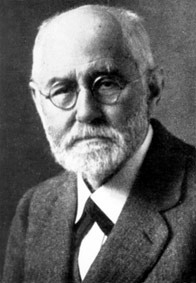
Hans Karl Friedrich von Mangoldt

Hans Karl Friedrich von Mangoldt (* 18. Mai 1854 in Weimar, Sachsen-Weimar-Eisenach; † 27. Oktober 1925 in Danzig-Langfuhr) war ein deutscher Mathematiker und königlich preußischer Geheimer Regierungsrat.

## Leben
Mangoldt studierte Mathematik bei Karl Weierstraß und Ernst Eduard Kummer am Königlichen Gewerbeinstitut Berlin, seine 1878 eingereichte Dissertation hatte den Titel: Die Darstellung der Wurzeln einer dreigliedrigen algebraischen Gleichung durch unendliche Reihen.
Danach war er Mathematiklehrer am protestantischen Gymnasium in Straßburg. Er habilitierte sich bei Ferdinand von Lindemann an der Albert-Ludwigs-Universität Freiburg und wurde 1894 auf einen Lehrstuhl an der Universität Hannover berufen.
Zwei Jahre später ging er an die RWTH Aachen. Aufgrund seiner über die Mathematik hinausgehenden Verdienste wurde er im Jahre 1904 Gründungsrektor der Technischen Hochschule (TH) Danzig. Sein Nachfolger in Aachen wurde Otto Blumenthal. Für seinen Beweis (1895) eines Satzes von Bernhard Riemann zur Zeta-Funktion (1859) wurde die Riemann-von Mangoldt-Formel auch nach ihm benannt. Ferner wird auch die Mangoldt-Funktion aus der Zahlentheorie nach ihm benannt. Bekannt wurde Mangoldt für sein verbreitetes Lehrbuch Einführung in die höhere Mathematik (1911–1914, 3, heute 4 Bände), welches nach seinem Tod von Konrad Knopp weitergeführt wurde. Das Buch wird bis heute aufgelegt.
1919 war er Präsident der Deutschen Mathematiker-Vereinigung. 1924 wurde er zum korrespondierenden Mitglied der Göttinger Akademie der Wissenschaften gewählt.

## Familie
Mangoldt entstammte einem alten osterländischen Adelsgeschlecht aus Poserna bei Weißenfels (Sachsen-Anhalt), er war der Sohn des Ökonomen Hans von Mangoldt (1824–1868), Professor der Staatswissenschaften und Ökonom, und der Luise von Lengerke (1834–1920).
Mangoldt heiratete am 1. April 1886 in Göttingen (Preußen, heute Niedersachsen) Gertrud Sauppe (* 23. April 1860 in Göttingen; † 13. Juli 1946 in Wilster, Kreis Steinburg, Schleswig-Holstein), die Tochter des Philologie-Professors Hermann Sauppe und der Emilie Nüscheler. Das Paar hatte drei Kinder:
- Hertha (1894–1971) ⚭ 1921 Erwin Fricke (1892–1945), vermisst an der Ostfront
- Hermann (1895–1953), Jurist I. ⚭ 1938 Ingeborg Oppel, adopt. Meister (1907–1995) (gesch. 1948); II. ⚭ 1949 Waltraut Hunnius (* 1922)
- Walter (1903–1964) I. ⚭ 1926 Hildegard Fricke (1902–1980) (gesch. 1933); II. ⚭ 1939 Gertrud Stammer (* 1915)